# Severní monarchie

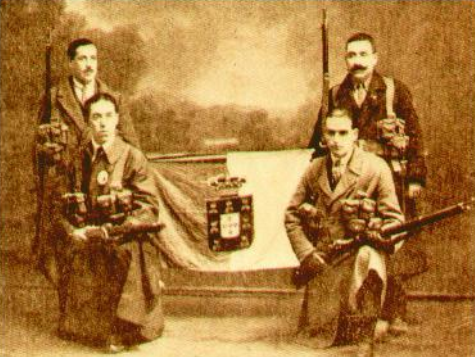
Kontrarevolucionářští monarchisté s vlajkou království po obsazení Porta

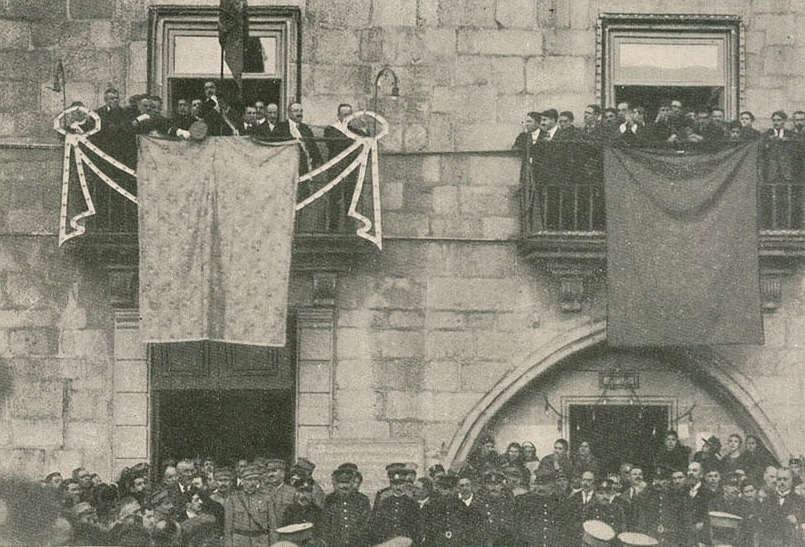
Vyhlášení monarchie ve Viana do Castelo

Severní monarchie (Monarquia do Norte, Monarquia do Quarteirão nebo Reino da Traulitânia) byla krátkodobá neuznávaná vláda Portugalska, která sídlila v Portu a ovládala severní část země. Vedl ji Henrique Mitchell de Paiva Couceiro (1861–1944), bývalý generální guvernér Angoly. Ten využil zmatků v zemi po zavraždění prezidenta Sidónia Paise 14. prosince 1918 i tradičních rozporů mezi severem a jihem Portugalska a 19. ledna 1919 vyhlásil obnovení monarchie a návrat k ústavě z roku 1826. Povstalci se hlásili k programu integralismu. Vládcem byl prohlášen Manuel II. Portugalský, svržený revolucí v říjnu 1910, který však pobýval v exilu v Anglii a moci se neujal. Monarchisté se pak pokusili uchopit moc i v Lisabonu, ale neuspěli. Povstání bylo definitivně potlačeno 13. února 1919 a Porto ovládly síly loajální prezidentovi João do Canto e Castrovi. Tím skončil poslední větší pokus o obnovení monarchie v Portugalsku.